# La Rouvière
La Rouvière is een gemeente in het Franse departement Gard (regio Occitanie) en telt 495 inwoners (1999). De plaats maakt deel uit van het arrondissement Nîmes.

## Geografie
De oppervlakte van La Rouvière bedraagt 7,8 km², de bevolkingsdichtheid is 63,5 inwoners per km².

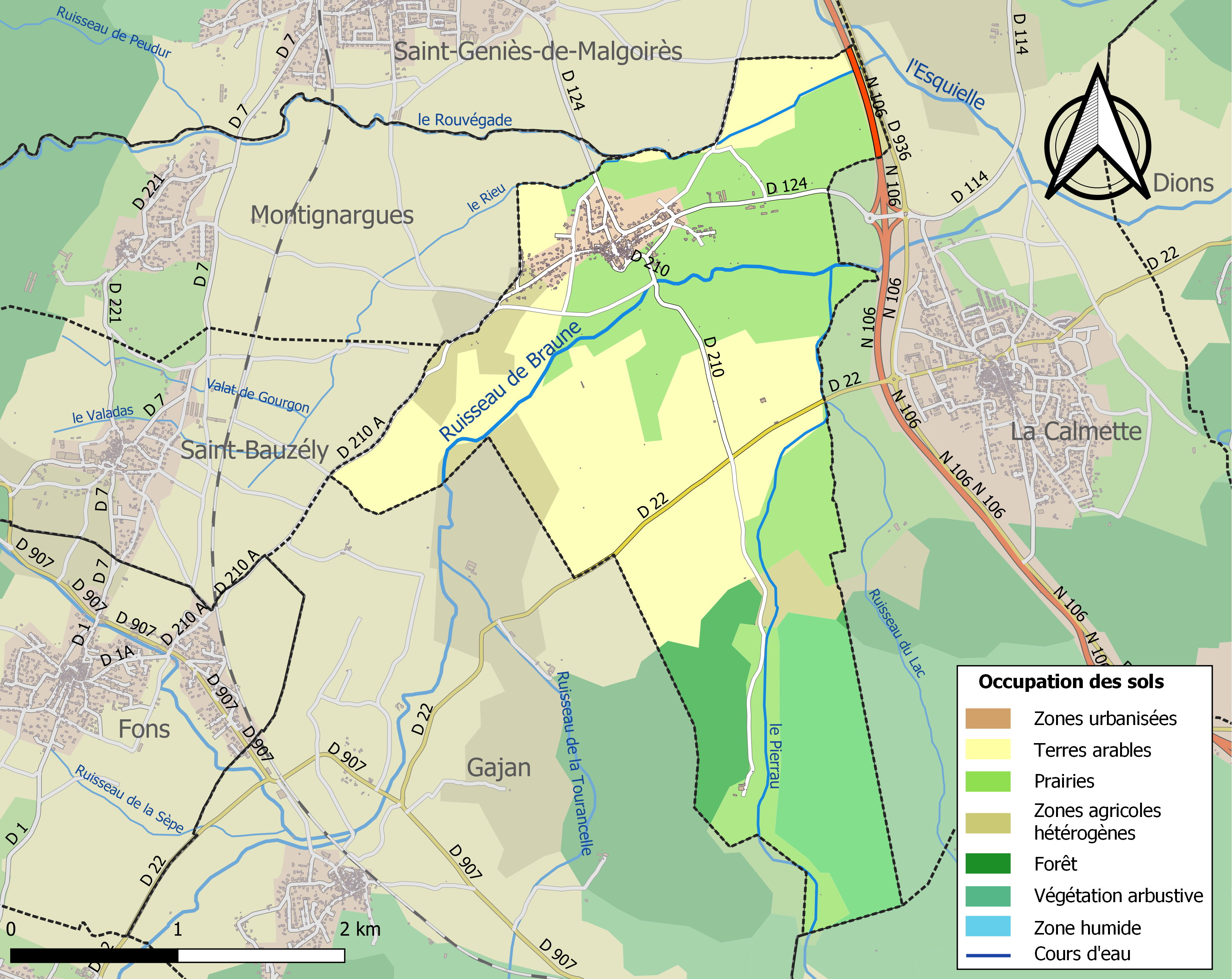
Kaart van de gemeente met de belangrijkste infrastructuur, bodemgebruik en omliggende gemeenten

## Demografie
Onderstaande figuur toont het verloop van het inwonertal (bron: INSEE-tellingen).